# 山口県道281号俵山長門古市停車場線
山口県道281号俵山長門古市停車場線（やまぐちけんどう281ごう たわらやまながとふるいちていしゃじょうせん）は、山口県長門市を通る一般県道である。

## 概要
長門市俵山から長門市日置上のJR西日本山陰本線 長門古市駅に至る。

### 路線データ
- 起点：長門市俵山（山口県道38号美祢油谷線交点）
- 終点：長門市日置上（JR西日本山陰本線 長門古市駅前）

## 歴史
- 1958年（昭和33年）10月1日 - 山口県告示第644号の2により認定される。
- 1972年（昭和47年） - 山口県の県道番号再編により現行の路線番号に変更される。
- 2005年（平成17年）3月22日 - 長門市と大津郡の全3町が対等合併して改めて長門市が発足したことに伴い全線が長門市域のみを通る路線になり、併せて終点の地名表記が変更される（大津郡日置町日置上→長門市日置上）。

## 路線状況

### 重複区間
- 国道191号（長門市日置上）

### 道路施設

#### トンネル
- 大笹隧道：延長228 m、1964年（昭和39年）竣工、長門市俵山 - 長門市日置中

## 地理

### 通過する自治体
- 山口県
  - 長門市

### 交差する道路
| 交差する道路                                    | 交差する場所 | 交差する場所 |
| ----------------------------------------------- | ------------ | ------------ |
| 山口県道38号美祢油谷線                          | 俵山         | 起点         |
| 山口県道286号日置上油谷線 長門大津広域農道 重複 | 日置中       |              |
| 国道191号 重複区間起点                          | 日置上       |              |
| 国道191号 重複区間終点                          | 日置上       | 古市交差点   |
| 山口県道66号長門油谷線                          | 日置上       |              |

### 沿線
- 畑ダム
- 俵山温泉
- 麻羅観音
- 長門市役所 日置総合支所
- 日置郵便局
- JR西日本山陰本線 長門古市駅